# Овадув (Лодзинське воєводство)
Овадув (пол. Owadów) — село в Польщі, у гміні Славно Опочинського повіту Лодзинського воєводства.
Населення — 76 осіб (2011).
У 1975-1998 роках село належало до Пйотрковського воєводства.

## Демографія
Демографічна структура станом на 31 березня 2011 року:
|          | Загалом | Допрацездатний вік | Працездатний вік | Постпрацездатний вік |
| -------- | ------- | ------------------ | ---------------- | -------------------- |
| Чоловіки | 43      | 11                 | 28               | 4                    |
| Жінки    | 33      | 5                  | 22               | 6                    |
| Разом    | 76      | 16                 | 50               | 10                   |